# 卡奇社
卡奇社为中国的音乐组合，2005年3月成立于中华人民共和国山东省青岛。乐队原名FLYUP，2005年7月乐队更名为卡奇社。他们的第一张专辑日光倾城曲风清新明快中带点儿电音的迷幻，并融合了西方音乐和中国风。

## 成员
颗粒（本名王越）：主唱/词曲
FLY（本名于鸿飞）：编曲/制作

## 历史
2005年6月发表单曲《猫咪》。
2005月10月正式签约易石大橙。
2006年11月，MP3厂商蓝魔签约卡奇社为其广告代言人，并采用《日光倾城》为广告宣传歌曲。
2006年年底，推出第一张同名唱片卡奇社EP。
2007年4月20日，卡奇社专辑日光倾城由京文唱片在全国发行。
2007年8月，卡奇社的團員顆粒為魏如萱《La Dolce Vita 甜蜜生活》專輯中的〈世界末日的某個角落〉作詞作曲。 
2008年1月，发行行走的蜜月liveDVD限量版专辑，并随DVD附送猫咪EP一张。
2010年5月，卡奇社的團員FLY為魏如萱《優雅的刺蝟》專輯中的〈沒有關係〉作曲。

## 专辑

### 卡奇社EP
1.日光倾城
2.游园惊梦
3.红色

### 日光倾城
1.日光倾城
2.唯虫
3.游园惊梦
4.假面舞会
5.Didadi
6.让我睡着吧
7.吸血鬼
8.坏唇味
9.红色
10.日光倾城 （伴奏）
11.游园惊梦 （伴奏）

### 行走的蜜月live
01 红色
02 游园惊梦
03 唯虫
04 假面舞会
05 吸血鬼
06 坏唇味
07 树的耳朵
08 我要为你唱一首，没词的歌
09 DiDaDi
10 天涯歌女
11 云
12 世界末日的某个角落
13 让我睡着吧
14 大理
15 日光倾城
16 END

### 猫咪EP
01猫咪
02世界末日的某个角落